# John Ellerton
John Ellerton, född 1826, död 1893, var en kyrkoherde verksam i England och psalmdiktare. Han finns representerad i Den svenska psalmboken 1986 med två originalverk (nr 191 och 486). I The English Hymnal with Tunes 1933 är han representerad med sju egna verk och två bearbetningar. Bland andra The day thou gavest, Lord, is ended, som översatts till svenska av Johan Alfred Eklund.

## Psalmer
- Den dag du gav oss, Gud, är gången (Herren Lever 1977 nr 885, 1986 nr 191) skriven 1870
- O Gud, du som de världar ser (1986 nr 486) skriven 1858